# Bumping

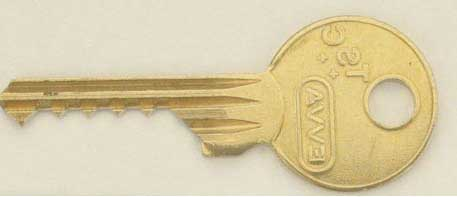
Klucz do bumpingu

Bumping – termin określający sztukę manipulacji zamkiem za pomocą odpowiednio spreparowanego klucza, pozwalający na otwarcie wielu zamków, które posiadają mechanizmy zapobiegające tradycyjnemu lockpickingowi. Bumping wykorzystuje sposób budowy typowych zamków bębenkowych, gdzie lekkie uderzanie w niepasujący do zamka klucz z każdą pozycją wyciętą możliwie najgłębiej (pozycja 9), może doprowadzić do chwilowego oddzielenia górnych i dolnych części bolców, umożliwiając przekręcenie klucza.
Technika ta znana była ślusarzom przynajmniej od lat 70., ale stała się przedmiotem powszechnego zainteresowania w Europie, gdy omówiona została w serii reportaży telewizyjnych dzięki staraniom Klausa Nocha oraz holenderskiej organizacji TOOOL; równocześnie, w Stanach Zjednoczonych, rozpropagowana została przez Marca Tobiasa.
Bumping wymaga zdecydowanie mniej doświadczenia i wiedzy, a także zajmuje mniej czasu i pozostawia mniej śladów, niż inne stosowane metody otwierania zamków. Technika ta jest jednak relatywnie głośna (ze względu na konieczność uderzania w klucz) i wymaga posiadania klucza pasującego do profilu danego zamka, więc jej przydatność dla przestępców jest ograniczona. Ponadto, pewne rodzaje zamków, na przykład mechanizmy oparte na dyskach (jak np. Abloy Protec), są z natury niewrażliwe na bumping.